# Magnano
Magnano (Magnan en français) est une commune italienne de moins de  1 000 habitants, située dans la province de Biella, dans la région Piémont, dans le nord-ouest de l'Italie.

## Culture

### Musica Antica a Magnano
L'association sans but lucratif Musica Antica a Magnano, créée en 1986, organise chaque année un festival offrant l'occasion d'écouter de la musique ancienne interprétée dans l'esprit de l'époque avec des instruments originaux. 
Les concerts du festival se déroulent de fin juillet à début septembre, soit dans une église romane du XIIe siècle (Église San Secondo de Magnano), soit dans l'église paroissiale du XVIIIe siècle. Cette dernière possède un orgue construit en 1794 par Giovanni Bruna et restauré par Italo Marzi.

## Administration
| Période                                  | Période  | Identité          | Étiquette | Qualité |
| ---------------------------------------- | -------- | ----------------- | --------- | ------- |
| 14 juin 2004                             | En cours | Settimino Ribotto |           |         |
| Les données manquantes sont à compléter. |          |                   |           |         |

### Hameaux
Bose, Broglina, Carrera, Piletta, San Sudario, Tamagno

### Communes limitrophes
Bollengo, Cerrione, Palazzo Canavese, Piverone, Torrazzo, Zimone, Zubiena

### Évolution démographique
Habitants recensés

## Divers
- Communauté monastique de Bose fondée par Enzo Bianchi.

## Galerie de photos

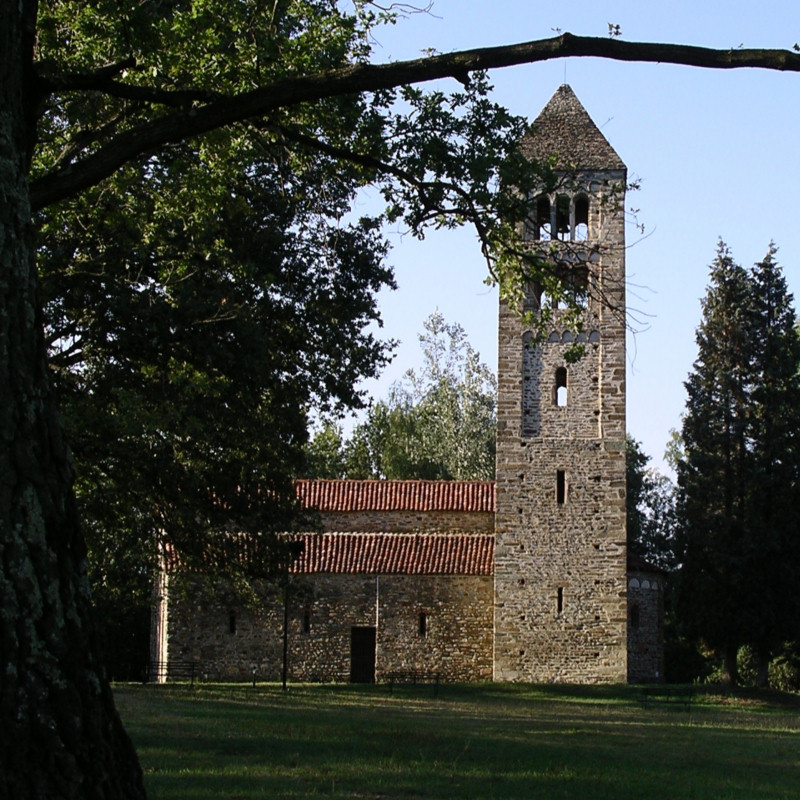
Église romane San Secondo
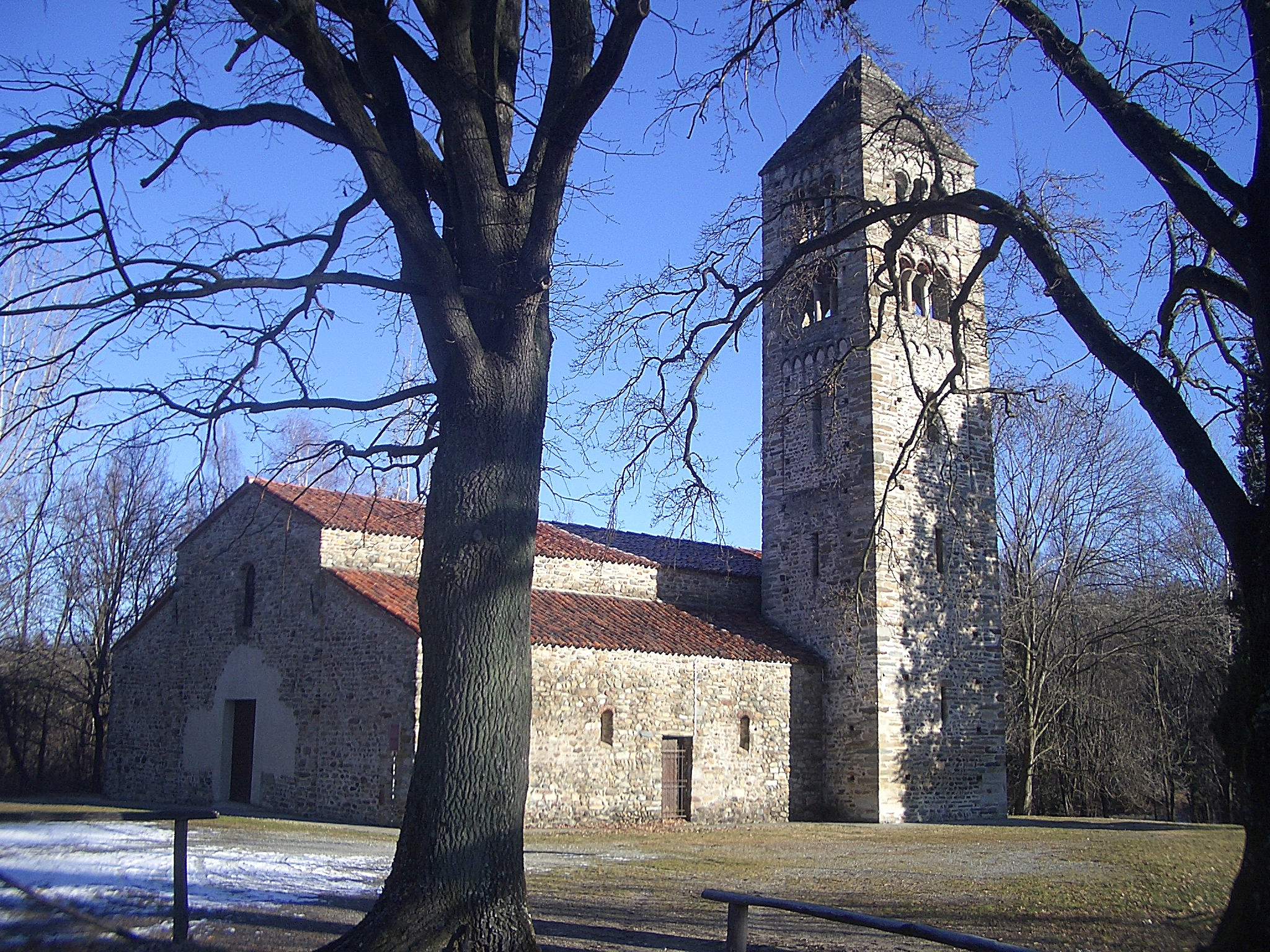
Église romane San Secondo
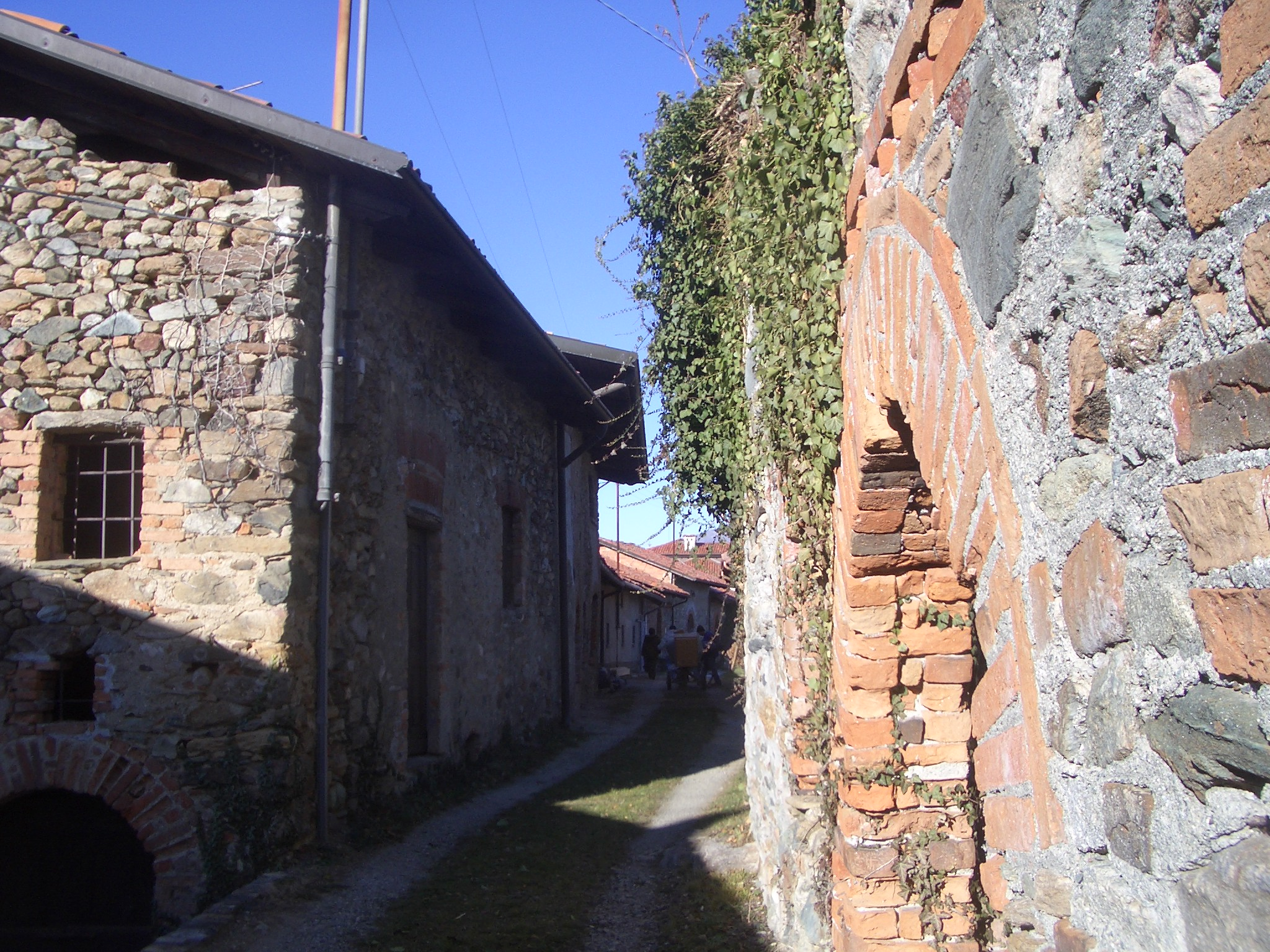
Vue du Ricetto
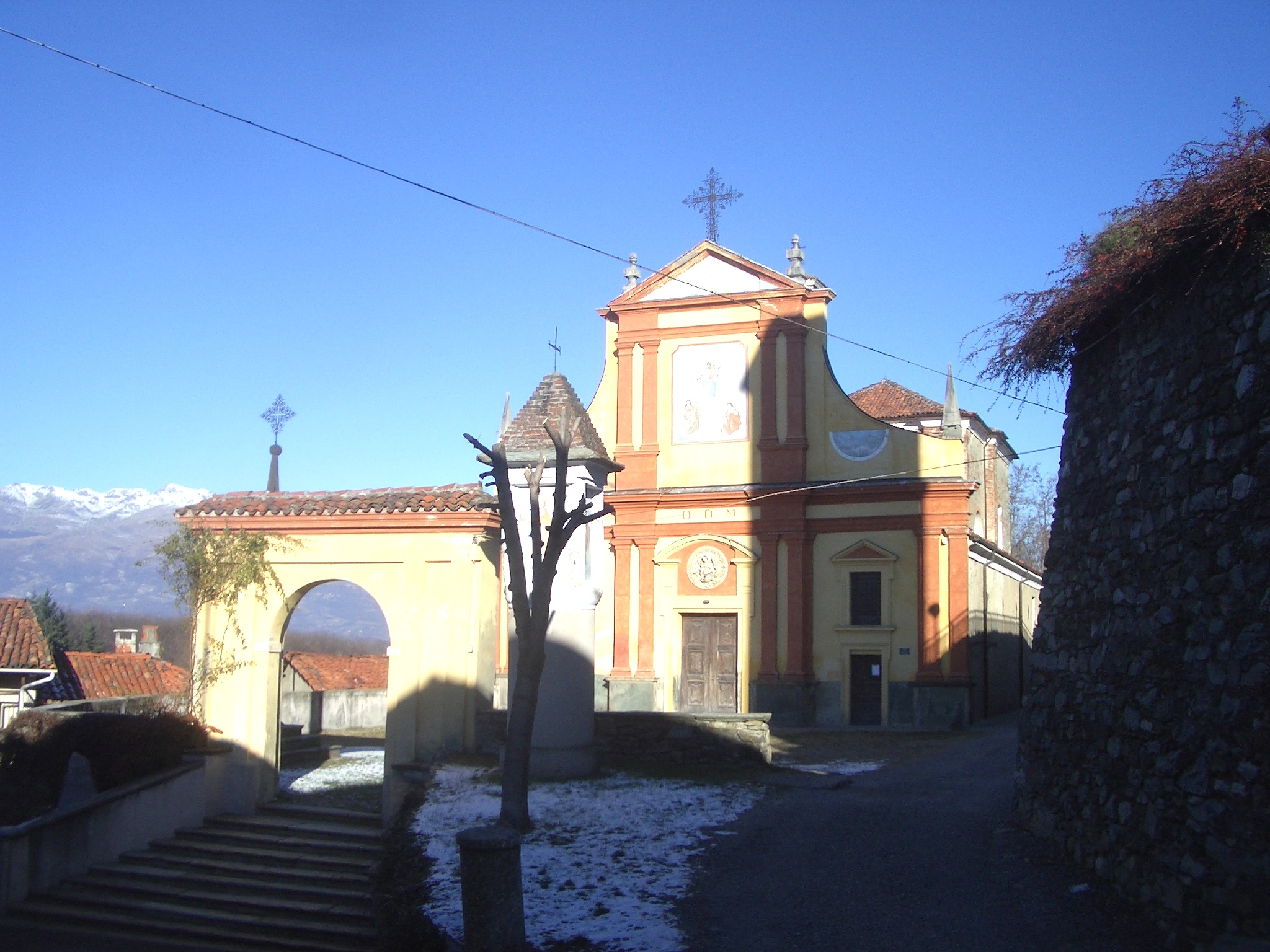
Église paroissiale S. Giovanni Battista
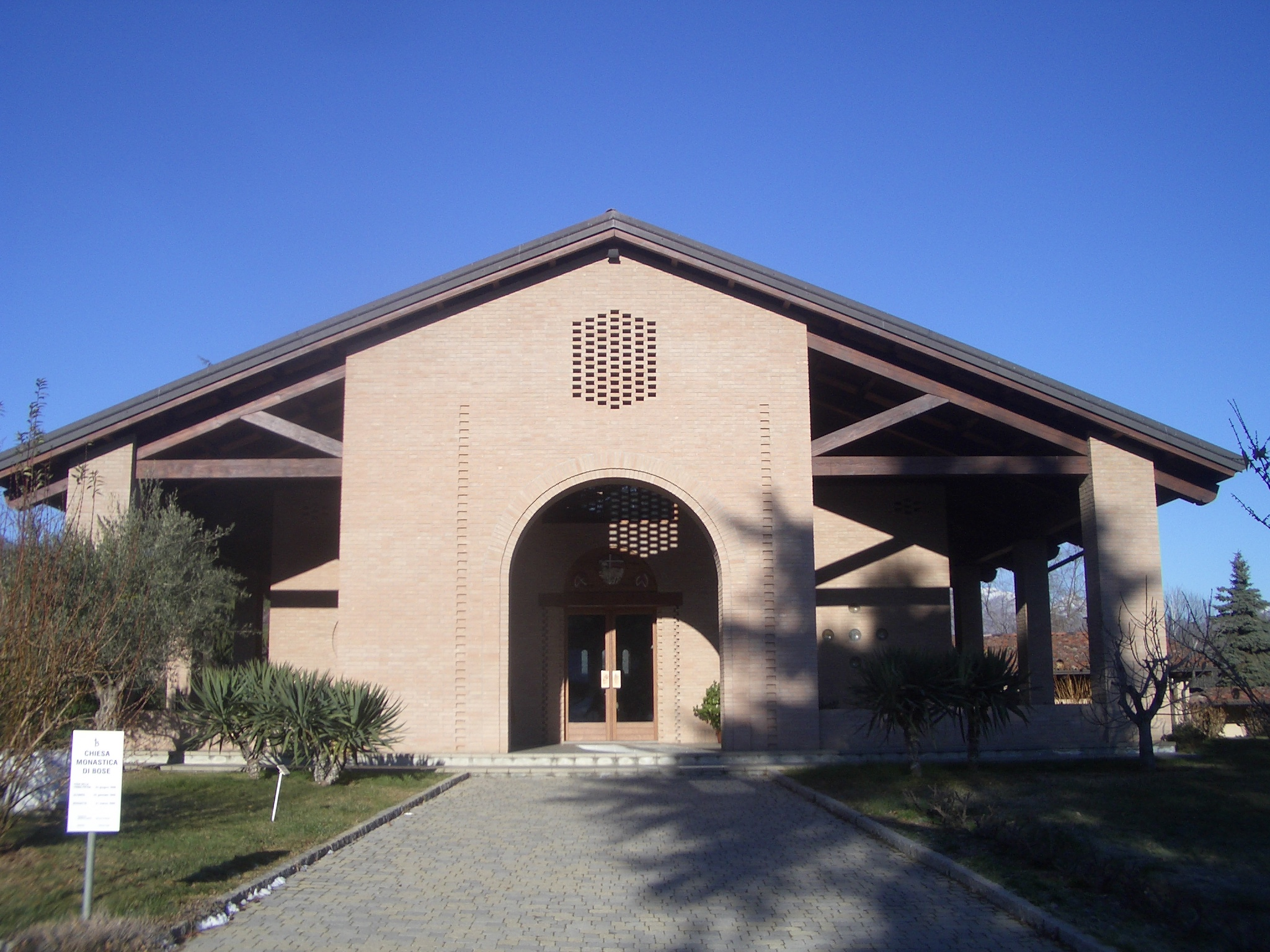
Monastère de Bose, l'Église
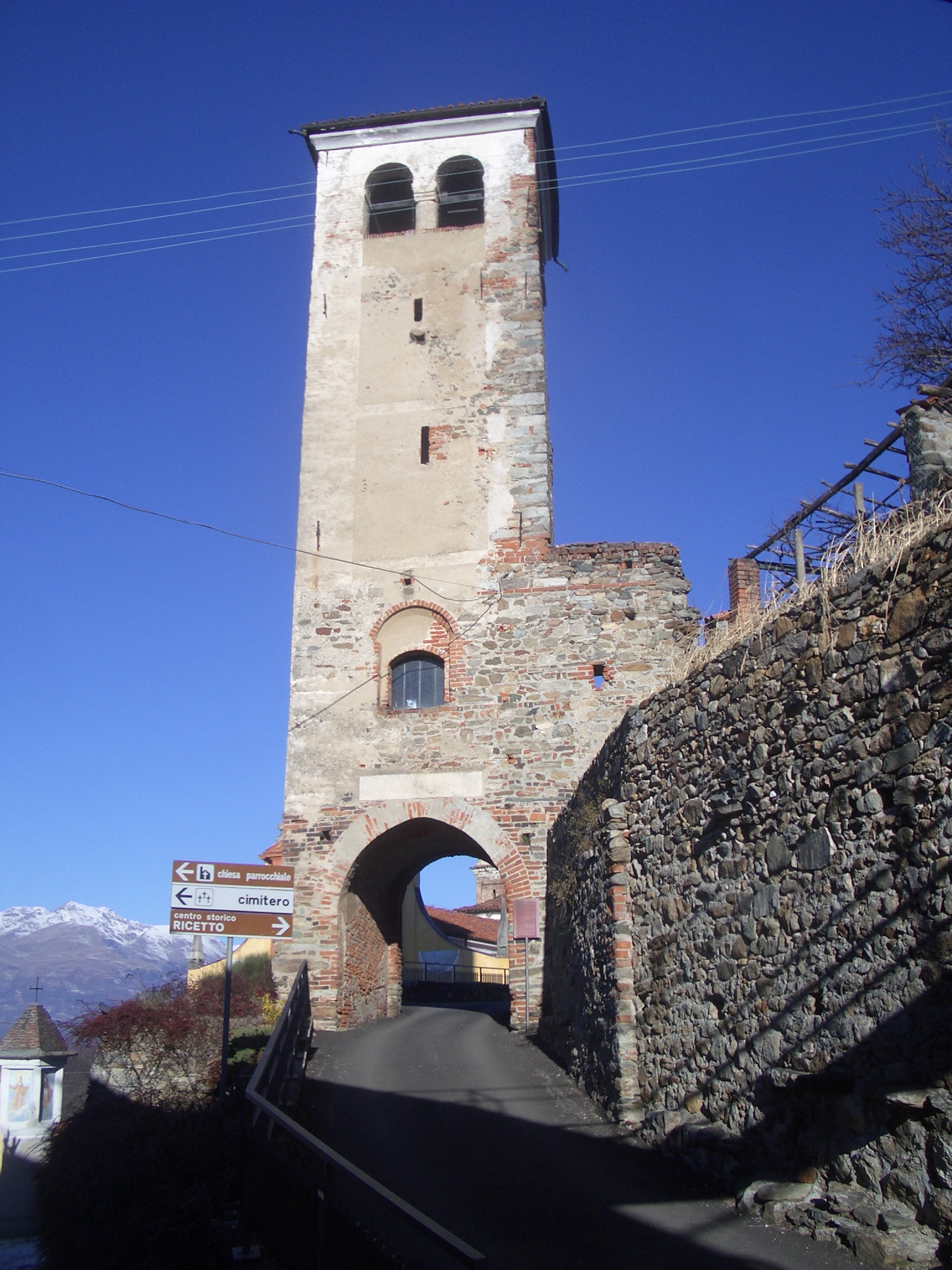
La tour-porte